# 11e cérémonie des BET Awards
La 11e cérémonie des BET Awards, organisée par la chaîne Black Entertainment Television a eu lieu le 26 juin 2011 au Shrine Auditorium de Los Angeles et a récompensé les meilleurs Afro-Américains et autres minorités dans divers domaines du divertissement au cours de l'année précédente.
La cérémonie a été présentée par l'acteur Kevin Hart. Le spectacle a eu une audience de 7,7 millions de téléspectateurs.

## Performances
- Mary J. Blige (featuring Anita Baker, DJ Khaled et Jadakiss) : Mary Jane (All Night Long), You Bring Me Joy, Real Love, Caught Up in the Rapture, It Ain't Over Til It's Over
- Rick Ross (featuring DJ Khaled, Lil Wayne et Ace Hood) : Aston Martin Music, Hustle Hard
- Jill Scott : Rolling Hills
- The Five Heartbeats et After 7 : Nights Like This
- Chris Brown et Busta Rhymes : Look at Me Now, She Ain't You, Paper, Scissors, Rock
- Alicia Keys (featuring Bruno Mars et Rick Ross) : Typewriter, A Woman's Worth, Maybach Music, Fallin'
- Big Sean (featuring Chris Brown) : My Last
- Cherrelle (en) et Alexander O'Neal : Saturday Love
- Trey Songz : Unusual, Love Faces
- Kelly Rowland (featuring Trey Songz) : Motivation
- Deitrick Haddon, Mary Mary et Donnie McClurkin : Thank You Lord
- Cee-Lo Green, Marsha Ambrosius et Shirley Caesar : Somebody Loves You Baby (You Know Who It Is), If Only You Knew, You Are My Friend
- Patti LaBelle : Love, Need and Want You, Lady Marmalade
- Snoop Dogg et Warren G : Regulate
- DJ Khaled (featuring Drake, Lil Wayne et Rick Ross) : I'm On One
- Queen Latifah : The Revolution Will Not Be Televised
- Ledisi : Out on a Limb
- Beyoncé : Best Thing I Never Had et End of Time en direct de Glastonbury.

## Palmarès
| Vidéo de l'année (Video of the Year) | Réalisateur de vidéo de l'année (Video Director of the Year) |
| --- | --- |
| - Far Away – Marsha Ambrosius - Airplanes – B.o.B featuring Hayley Williams - Look at Me Now – Chris Brown featuring Lil Wayne et Busta Rhymes - Pretty Girl Rock – Keri Hilson - Whip My Hair – Willow Smith - Runaway – Kanye West                                                                                               | - Benny Boom - Mr. Boomtown - Chris Robinson - Kanye West - Hype Williams |
| Meilleure artiste féminine de RnB (Best Female R&B Artist) | Meilleur artiste masculin de RnB (Best Male R&B Artist) |
| - Marsha Ambrosius - Beyoncé - Keri Hilson - Jennifer Hudson - Rihanna | - Chris Brown - Cee-Lo Green - Bruno Mars - Usher - Trey Songz |
| Meilleure artiste féminin de hip-hop (Best Hip-Hop Female Artist) | Meilleur artiste masculin de hip-hop (Best Hip-Hop Male Artist) |
| - Diamond - Cymphonique - LoLa Monroe - Nicki Minaj | - B.o.B - Drake - Lil Wayne - Rick Ross - Kanye West |
| Meilleure collaboration (Best Collaboration) | Meilleur(e) nouvel(le) artiste (Best New Artist) |
| - Airplanes – B.o.B featuring Hayley Williams - Look at Me Now – Chris Brown featuring Lil Wayne et Busta Rhymes - All of the Lights – Kanye West featuring Rihanna - Deuces – Chris Brown featuring Kevin McCall et Tyga - No Hands – Waka Flocka Flame featuring Wale et Roscoe Dash - What's My Name? – Rihanna featuring Drake | - J. Cole - Bruno Mars - Miguel - Willow Smith - Wiz Khalifa |
| Meilleur groupe (Best Group) | Choix du téléspectateur Coca-Cola (Coca-Cola Viewer's Choice) |
| - Diddy-Dirty Money - Cali Swag District - N.E.R.D - New Boyz - Travis Porter | - Look at Me Now – Chris Brown featuring Lil Wayne et Busta Rhymes - 6 Foot 7 Foot – Lil Wayne featuring Cory Gunz - My Girl – Mindless Behavior - Moment 4 Life – Nicki Minaj featuring Drake - What's My Name? – Rihanna featuring Drake - Bottoms Up – Trey Songz featuring Nicki Minaj |
| YoungStars Award | Centric Award |
| - Shenell Edmonds - Keke Palmer - Diggy Simmons - Jaden Smith - Willow Smith | - Marsha Ambrosius - Eric Benet - Cee-Lo Green - R.Kelly - Kem |
| Meilleure actrice (Best Actress) | Meilleur acteur (Best Actor) |
| - Halle Berry - Taraji P. Henson - Regina King - Zoe Saldana - Kerry Washington | - Laz Alonso - Chris Brown - Don Cheadle - Idris Elba - Jamie Foxx |
| Meilleur film (Best Movie) | Meilleur(e) artiste de gospel (Best Gospel Artist) |
| - Panique aux funérailles - Les Couleurs du destin - Takers - Pourquoi je me suis marié aussi ? | - Byron Cage - Deitrick Haddon - Mary Mary - Karen Clark Sheard - BeBe & CeCe Winans |
| Subway (Athlète féminine de l'année) | Subway (Athlète masculin de l'année) |
| - Tamika Catchings - Candice Dupree - Maya Moore - Serena Williams - Venus Williams | - Carmelo Anthony - Kobe Bryant - LeBron James - Derrick Rose - Michael Vick |
| Meilleur artiste international : Afrique (Best International Act: Africa) | Meilleur artiste international : Royaume-Uni (Best International Act: United Kingdom) |
| - 2face Idibia (Nigeria) - D'banj (Nigeria) - D-Black (Ghana) - Fally Ipupa (République démocratique du Congo) - Angélique Kidjo (Bénin) - Teargas (Afrique du Sud) | - VV Brown - Chipmunk - Laura Izibor - Skepta - Tinchy Stryder - Tinie Tempah |
| Lifetime Achievement Award | Humanitarian Award |
| - Patti LaBelle | - Steve Harvey |
| FANdemonium Award | |
| - Chris Brown - Nicki Minaj - Lady Gaga - Mindless Behavior | |

## Controverse
À la suite de l'annonce des nommés dans une émission spéciale de 106 & Park, le 17 mai 2011, une controverse a vu le jour dans certaines de ces catégories. La rappeuse Trina, qui avait sorti son cinquième album studio, Amazin, en 2010, n'a pas apprécié de ne pas être parmi les nommées dans la catégorie « Meilleure artiste féminine de hip-hop », postant sur Twitter le message suivant : « f* ck BET ». Deux des artistes qui étaient nommées, Nicki Minaj et Diamond, ont également critiqué ces nominations via Twitter. La chanteuse Keyshia Cole s'est également sentie « oubliée » et a déclaré sur son compte Twitter : « C'est comme ça. Sur scène pendant sept ans. J'avais 21 ans quand j'ai signé [un contrat]. Sept albums numéro 1. Aucune récompense pour aucun d'entre eux. Toujours en tournée. C'est comme ça. » Elle a également ajouté : « Ce genre de choses est ainsi. Je ne suis pas du tout contrariée. J'espère que tout le monde va passer un moment merveilleux. »
Dans une interview donnée au magazine Billboard, Stephen Hill, le directeur des programmes, de la musique et des événements sur BET, a déclaré que Trina n'avait pas présenté de vidéo durant la période d’éligibilité (du 1er avril 2010 au 30 mars 2011). Bien qu'elle soit présente dans le clip de la chanson Over Time de LoLa Monroe, en novembre 2010, Hill a précisé que de faire un featuring « ne vous rendait pas éligible. » Concernant Keyshia Cole, il a déclaré : « Nous sélectionnons, comme toujours, les artistes ayant obtenu le plus de votes dans cette catégorie [Meilleure artiste féminine de hip-hop]. »
Des critiques ont également visé la nomination de Beyoncé car son dernier album, I Am... Sasha Fierce, était sorti en 2008. Hill a indiqué que « Beyoncé avait proposé une vidéo pour Why Don't You Love Me au début du mois de mai 2010. Même si c'était la vidéo d'un titre de l'album I Am... Sasha Fierce, elle avait été proposée pendant la période d'éligibilité. »
Le soir de la cérémonie, le chanteur de RnB Lloyd a critiqué le spectacle. Se sentant lui aussi ignoré, il a déclaré sur Twitter combien il était contrarié que la vidéo de BedRock, avec ses amis Lil Wayne et Young Money, n'ait pas été sélectionnée.[réf. nécessaire]